# Árgos (ville)
Pour les articles homonymes, voir Argos.
Árgos (en grec ancien Ἄργος) est une ville d'Argolide, dans le Péloponnèse, en Grèce. C'est la plus grande ville d'Argolide et surtout un centre majeur de la région. Son nom viendrait de la racine grecque arg-, qui signifie « quelque chose de brillant » (cf. argyros signifie « argent »). Située au pied de deux acropoles remontant à l'Antiquité (Larissa et Aspis) et à 11 kilomètres de Nauplie, son port historique, elle est aujourd'hui un centre agricole (élevage, plantations de tabac et citrons).

## Étymologie
La ville aurait tiré son nom du légendaire Argus, le troisième roi de la ville durant l'Antiquité, remplaçant ainsi son ancien nom Phoronikon Asty (Φορωνικόν Άστυ, « Citadelle de Phoroneus »).

## Géographie

### Emplacement
La ville d'Argos est entourée par plusieurs points d'importance créant des frontières naturelles autour de cette dernière. En effet, cette dernière est délimitée au nord par la rivière Xerias. Ensuite à l'est par la rivière Inachos et le ruisseau Panitsa et par les collines Larissa et Aspida. Enfin la ville est bordé par le sud par la route Notios Periferiakos. Argos est donc une ville très bien placée car pourvue par de nombreuses ressources essentielles en faisant d'elle une terre propice à l'agriculture.

### Alimentation en eau
Argos dépend pour son alimentation en eau des très nombreux puits qui se trouvent dans la plaine Argolide, appelés matia (les yeux) et dont on attribue la création aux Danaïdes. Depuis 1954, les eaux de l'Erasinos approvisionnent la ville et en 1972, les eaux de l'Amymoni sont venues s'y joindre.

## Économie

### Agriculture
La plaine d'Argos est très fertile en raison des alluvions déposés par les rivières, dont l'Erasinos. La principale activité agricole est maraîchère. Au XIXe siècle, les agriculteurs se consacraient surtout à la viticulture ainsi qu'à la culture spéculative du tabac, mais les diverses crises de la fin du siècle les ont poussés vers le maraîchage.
Les principales productions actuelles sont les fruits, les légumes et les légumes secs, les citronniers, les céréales, les oliviers, le tabac, le coton et la vigne. Les melons et les citrons d'Argos sont très réputés et les agrumes étant la principale source agricole de la région. Il y a aussi un peu d'élevage extensif essentiellement ovin. Cette production est soutenue par les nombreuses usines de transformation des fruits à proximité.

### Industrie
Les principales industries à Argos sont le tissage et les conserveries.

### Tourisme
Argos est connue pour ses nombreuses découvertes archéologiques telles que le château de Larissa, le théâtre antique ou encore la pyramide d'Hellénikon. Toutes ces découvertes archéologiques, la plupart datant de la préhistoire, ont permis à la ville d'obtenir une forte affluence touristique.

## Histoire

### Mythologie

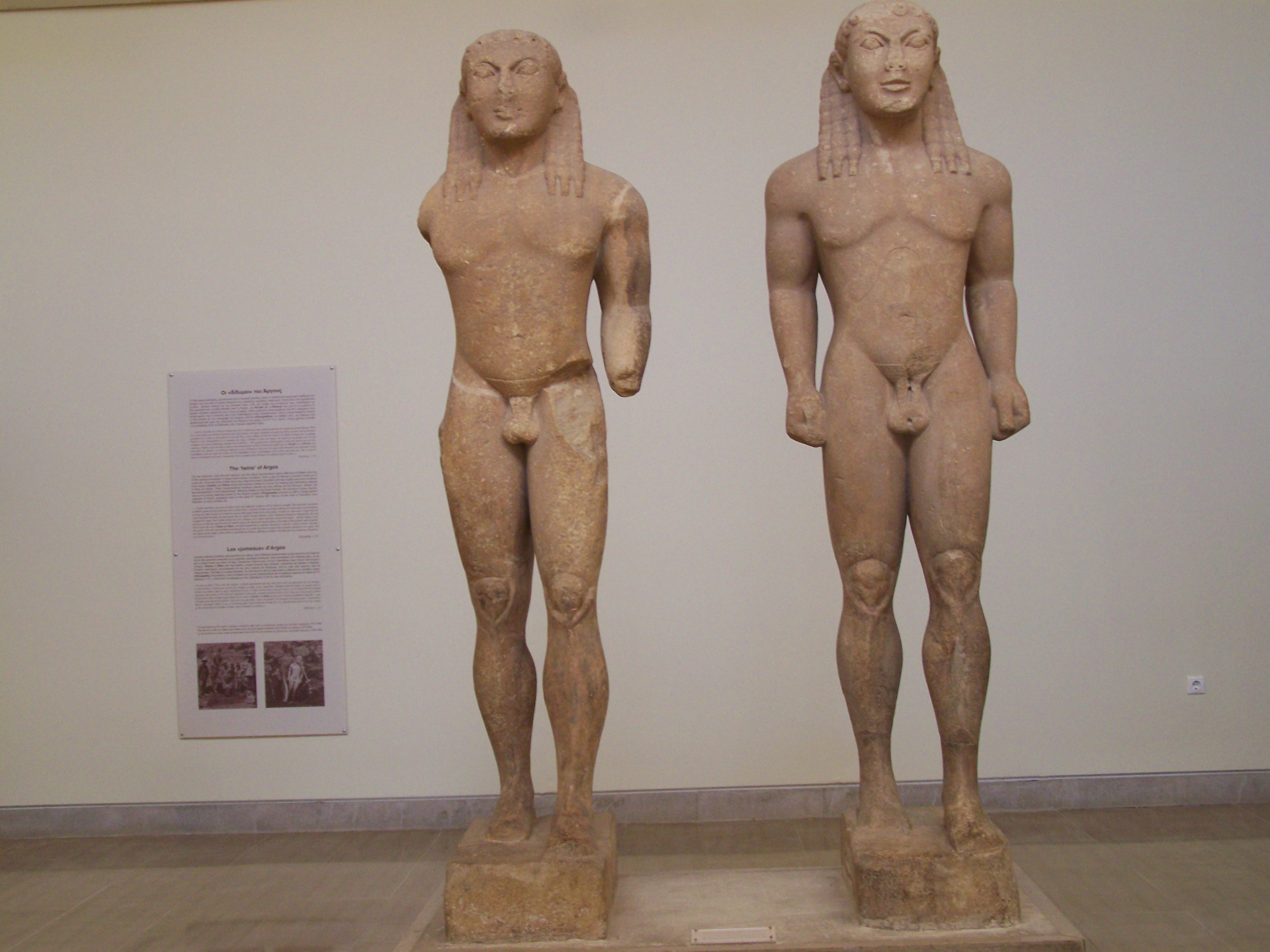
Statues des jumeaux Cléobis et Biton, vers -600 (musée archéologique de Delphes).

La ville a pour fondateur mythique Argos, fils de Zeus. La ville est également associée à la légende de Io, Danaos, Persée ainsi qu'à la geste des Atrides.
Homère mentionne dans ses épopées l'« Argos pélagique », qui désigne les plaines de Thessalie, ainsi que l'« Argos achéenne », expression qui recouvre aussi bien le Péloponnèse dans son ensemble que la ville d'Argos à proprement parler. Aux côtés de Tirynthe ou encore d'Épidaure, Argos prit part à la guerre de Troie sous le commandement de Diomède. Elle est également citée comme étant l'une des villes chères à Héra. Argos est également, dans la mythologie grecque, le nom du gardien à cents yeux d'Héra.

### Antiquité

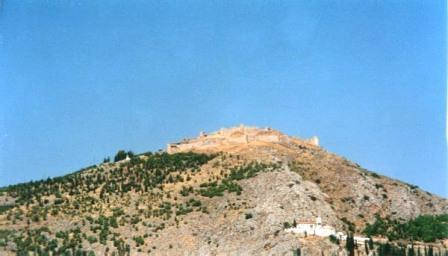
Kastro Larissa.

À la fin de l'âge du bronze, Argos fut l'un des centres et l'une des mieux connues des places fortes de la civilisation mycénienne. Cependant, le nom pré-grec de son acropole, Larissa, suggère que le site était auparavant occupé par les « Pélasges ». Le site d'Argos fut, avec Mycènes et Tirynthe, occupé très tôt pour sa position dans les plaines fertiles d'Argolide.
Après les « siècles obscurs », elle supplanta Mycènes. Sous le règne du tyran Pheidon, au VIIe siècle av. J.-C., elle soumit les autres cités péloponnésiennes. On lui attribue la première utilisation des pièces de monnaie et de la balance en Grèce continentale. Pheidon a été considéré comme l'artisan de la victoire d'Argos sur les envahisseurs spartiates, à Hysiai, sur le côté argien de la frontière entre les deux pays, en 669 av. J.-C. Par la suite, Argos fut définitivement éclipsée par Sparte à partir du VIe siècle av. J.-C. et ne participa pas aux guerres médiques. La rivalité avec Sparte explique qu'Argos ait adopté systématiquement un parti anti-laconien pendant la guerre du Péloponnèse, soit en restant neutre, soit en s'alliant à Athènes. La bataille de Mantinée, en 418 av. J.-C., finit cependant par convaincre Argos de s'allier avec Sparte, mais pas pour longtemps car elle rompit ce traité au début de la guerre de Corinthe, en 395 av. J.-C.
Pyrrhus s'attaqua à Argos en 272 avant notre ère, au cours de sa guerre contre le Macédonien Antigone II Gonatas. Il y fut tué par une tuile lancée depuis un toit par une vieille femme.
Le tyran Aristomachos fit adhérer sa cité à la Ligue achéenne en -229. En -198, lors de la deuxième guerre macédonienne, Argos resta fidèle à Philippe V de Macédoine contrairement à la majorité des États de la Ligue ; le roi la confia à son allié Nabis, qui la conserva à la suite de son ralliement aux Romains. Elle fut l'enjeu de la guerre contre Nabis en -195, et retourna alors à la confédération achéenne après la défaite de Sparte.
La cité fut soumise par les Romains en -146 en même temps que le reste de la ligue achéenne, puis incluse dans la province romaine d'Achaïe en 27 avant notre ère.

#### Liste des rois d'Argos
Les dynasties d'Argos sont particulièrement présentes dans la mythologie grecque. La grande majorité des rois ont un caractère légendaire et nombre de membres de la famille royale sont dits enfantés par un dieu, Zeus le plus souvent.
Parmi les rois Inachides, on compte Inachos (grec ancien : Ἴναχος), fondateur de la dynastie ; Phoronée ; Argos, petit-fils de Phoronée selon Pausanias ; Peirasos ou Pirasos, fils d'Argos, frère de Phorbas ; Phorbas, fils d'Argos, frère de Pirasos ; Triopas, fils de Phorbas ; Agénor, fils de Triopas ; Crotopos, fils d'Agénor ; Sthenelas, fils de Crotopos ; Gelanor, fils de Sthenelas.
Parmi les rois Bélides, on compte Danaos et Lyncée.
Parmi les rois Abantides, on compte Abas, ou Avas, il est le fils de Lyncée et le petit-fils de Danaos ; Acrisios, fils d'Abas ; Proétos, frère d'Acrisios Persée, petit-fils d'Acrisios ; Mégapenthès, neveu d'Acrisios, initialement roi de Tirynthe comme son père, Proetos  et Anaxagoras, fils ou petit-fils de Mégapenthès. À ce stade de la succession légendaire des rois d'Argolide, il est signalé qu'Anaxagoras est contraint de partager son royaume entre Mélampous et son frère Bias.
Les rois Anaxagorides incluent Alector, fils d'Anaxagoras, Iphis, fils d'Alector, Sthénélus, neveu ou cousin d'Iphis. Récupère la part du royaume tenue par Amphiloque et Cylarabès, fils de Sthénélus, dernier roi Abantide. Il réunifie le royaume, héritant de la part de Cyanippus.
Les rois Melampides incluent Mantius ou Antiphates, fils de Melampous selon les versions ; Oïclès ; Amphiaraos, fils d'Oïclès et Amphiloque, fils d'Amphiaraos.
Les rois Biasides incluent Talaos, neveu de Melampous ; Adraste, fils de Talaos ; Aegialus, fils d'Adraste ; Diomède, petit-fils d'Adraste, par sa mère ; et Cyanippe, fils d'Aegialus. Il meurt sans enfants et son royaume revient à Cylarabès qui réunifie ainsi l'Argolide.
Les rois Atrides incluent Oreste, roi de Mycènes, adjoint Argos à son royaume à la mort de Cylarabès et Tisamène, fils d'Oreste.
Les rois Héraclides includent Téménos ; Cisos, fils aîné de Téménos ; Médon ; Pheidon († 650 av. J.-C. environ) ; Lacedas et Meltas, petit-fils de Pheidon, qui est destitué et exilé.
Les Rois d'Argos postérieurs aux Héraclides incluent Aigon, succède à Meltas en vertu d'un oracle de la Pythie. Il est possible que la royauté soit alors devenue élective.

### Moyen Âge
L'histoire d'Argos se confond par la suite avec celle de l'Empire romain devenu byzantin, de la Morée (nom médiéval du Péloponnèse), de la Grèce ottomane et indépendante. La ville devint le siège d'une éparchie au Ve siècle avant d'être élevée au rang de métropole en 1088. Elle est placée sous le patronage de saint Pierre le Thaumaturge, évêque au Xe siècle. Au XIIe siècle, alors qu'Argos faisait partie du « thème » (division administrative et militaire byzantine) péloponnésien, une forteresse fut construite au sommet de l'acropole de Larissa.
Après la quatrième croisade qui démantela l'Empire byzantin, Argos fut disputée entre les « Francs », les Vénitiens, les Grecs de Mistra et les Turcs ottomans. Les croisés de la principauté d'Achaïe la conquirent vers 1212 : elle échut en fief au duc d'Athènes Othon de La Roche, formant avec sa voisine Nauplie la seigneurie d'Argos. Ces seigneurs « Francs » la vendirent en 1388 aux Vénitiens, mais le despote grec de Mistra Théodore Ier Paléologue s'en empara avant qu'ils en aient pris possession. Menacé par les Ottomans, Théodore leur vendit finalement en 1394 ses droits sur la cité, qu'ils prirent et ravagèrent en 1397, pour la perdre au profit des Vénitiens, avant de s'en emparer à nouveau en 1463. Argos fut ottomane jusqu'en 1686, date à laquelle elle fut une seconde fois reprise par les Vénitiens, avant de retomber sous domination ottomane en 1716 et ce jusqu'à la guerre d'indépendance grecque en 1821.

### Guerre d'indépendance
La ville fut brûlée en mai 1821 par l'armée ottomane de secours envoyée de Patras pour renforcer Tripolizza et commandée par le Kehaya bey (lieutenant d'un pacha) Moustapha. Les troupes turques venant de Corinthe affrontèrent à Argos des miliciens grecs de la ville renforcés d'insulaires de Spetses et Hydra ; les Grecs furent battus et perdirent 700 hommes, dont le fils de Laskarina Bouboulina. Après avoir mis la cité à sac, l'armée ottomane se dirigea vers Tripolizza pour en lever le siège.
En 1822, Khursit Pacha, le général en chef ottoman, demanda à Mahmud, pacha de Dráma, dit Dramali Pacha, de reconquérir la péninsule alors presque entièrement aux mains des insurgés grecs. Un de ses objectifs était Argos, alors siège du gouvernement provisoire de la Grèce insurgée. Dramali Pacha aurait eu 20 000 soldats ; partant de la ville de Larissa, il ne rencontra pas d'opposition dans sa progression et le 24 juin (julien) 1822, il mit le siège devant la citadelle Larissa d'Argos, où s'était retranché Dimítrios Ypsilántis à la tête de 700 hommes. Malgré la disproportion des forces, la citadelle tint bon, principalement grâce à l'inefficacité de l'artillerie ottomane. Theódoros Kolokotrónis envoya fin juillet une colonne de secours à la ville. Elle fut repoussée et perdit plus de 150 hommes. Le 1er août, il tenta une nouvelle attaque pour dégager la forteresse, à la tête de ses hommes renforcés par 1 300 Arcadiens. Les combats durèrent trois jours et trois nuits entre des moulins proches d'Argos et la citadelle. L'objectif de dégager la ville ne put être atteint, mais les défenseurs en profitèrent pour évacuer. Le 3 août, les Ottomans s'emparèrent donc de la citadelle d'Argos. Cependant, leurs vivres s'épuisant, ils durent se replier et furent massacrés par les Grecs dans les défilés de Dervénakia.
En juin 1825, la ville fut à nouveau ravagée par Ibrahim Pacha. En 1829, la quatrième assemblée nationale se tint à Argos, à la demande de Ioánnis Kapodístrias. Il y obtint les pleins-pouvoirs. En 1832, la ville fut occupée par les troupes françaises de l'expédition de Morée après une altercation avec des pallikares.

### Époque contemporaine
Les plaines de l'Argolide furent repeuplées au XIXe siècle par de nombreux Arvanites, paysans orthodoxes initialement de langue albanaise, qui sont progressivement passés au grec depuis.

## Archéologie

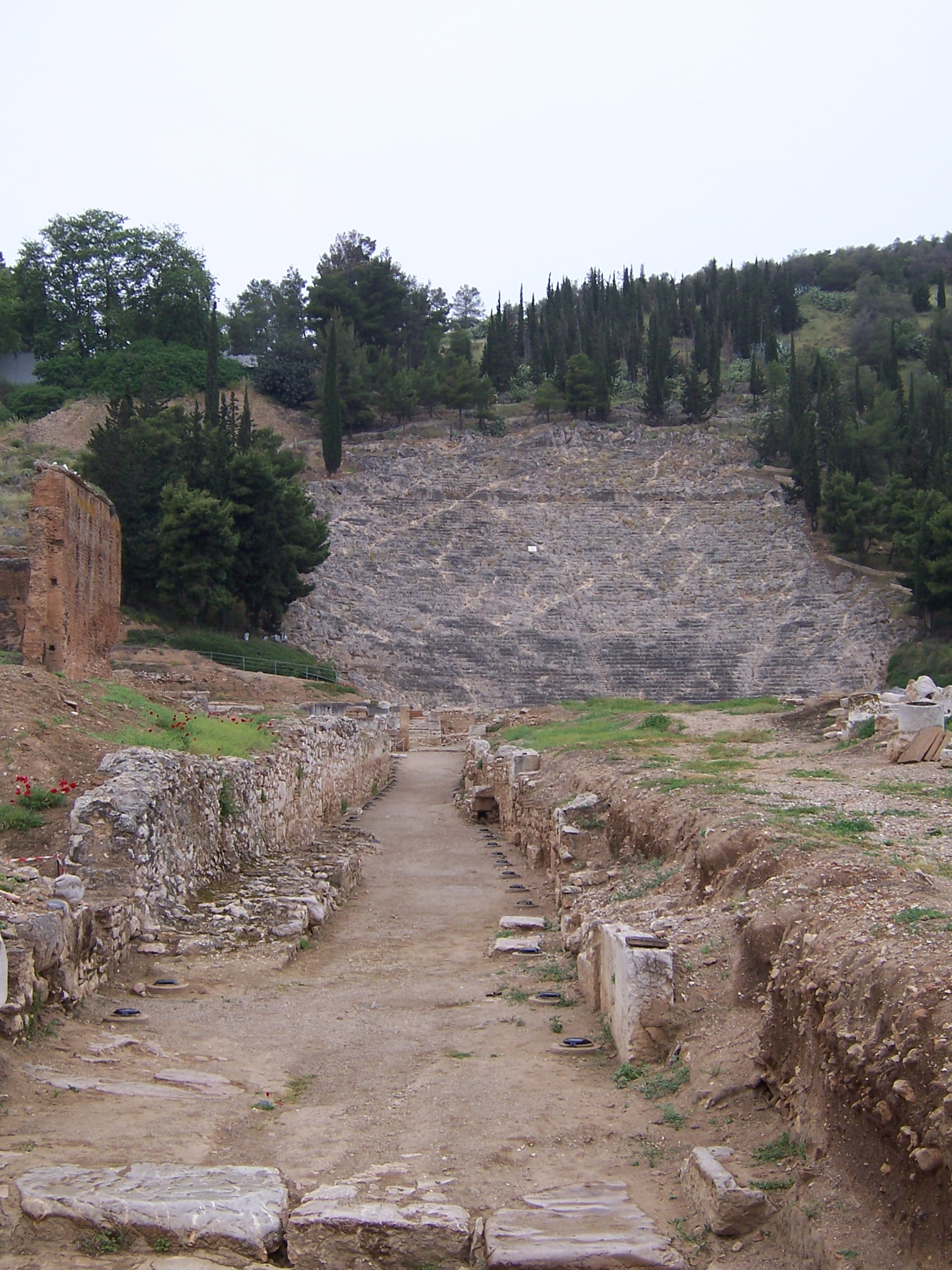
Théâtre d'Argos.

La ville moderne couvre en grande partie la ville antique. Les fouilles ont commencé dans les années 1920, dirigées par l'archéologue néerlandais Wilhelm Vollgraff. Dans les années 1950, l'école française d'Athènes prit le relais.
Les fouilles d'Argos ont permis de mettre au jour des murailles mycéniennes, les vestiges de temples d'Apollon Python et d'Athéna ainsi que d'un théâtre. Les tombes ont également livré une abondante quantité de céramique de la période géométrique.
La plupart des artéfacts découverts à Argos et ses environs sont conservés au Musée archéologique d'Argos.

## Dans la culture populaire
- Argos désigne le gardien d'Héra dans le jeu vidéo Smite. C'est une référence à la cité qui est extrêmement importante pour la déesse dans la mythologie grecque mais également au gardien aux cents yeux.

## Jumelages
- Abbeville (France) ;
- Episkopi (Chypre).